# Amato

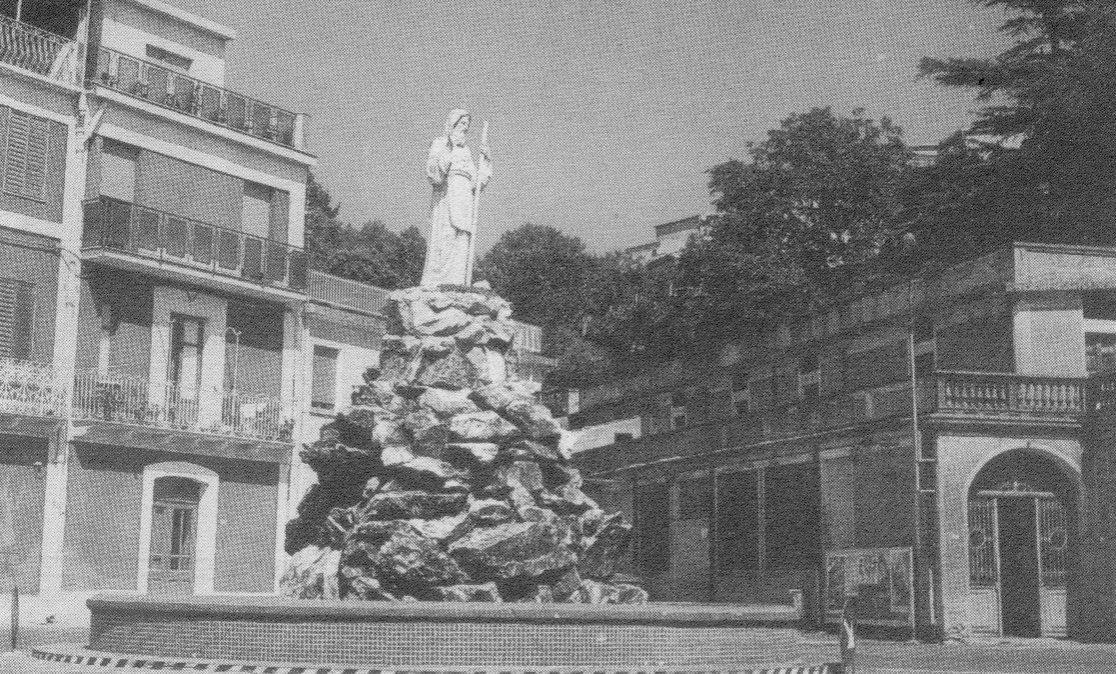
Estátua encontrada na Coluna de Amato

Amato é uma comuna italiana da região da Calábria, província de Catanzaro, com cerca de 874 habitantes. Estende-se por uma área de 20 km², tendo uma densidade populacional de 44 hab/km². Faz fronteira com Marcellinara, Miglierina, Pianopoli, Serrastretta.

## Demografia
| Variação demográfica do município entre 1861 e 2011                               |
|                                                                                   |
| Fonte: Istituto Nazionale di Statistica (ISTAT) - Elaboração gráfica da Wikipedia |